# Ngô Thị Doãn Thanh
Ngô Thị Doãn Thanh (sinh năm 1957) là một chính khách Việt Nam. Bà từng là Ủy viên Ban Chấp hành Trung ương Đảng Cộng sản Việt Nam khóa XI, Phó Trưởng Ban Dân vận Trung ương, Phó Bí thư Thành ủy Hà Nội, Chủ tịch Hội đồng nhân dân thành phố Hà Nội (2006–2015), Đại biểu Quốc hội Việt Nam khóa XII, Trưởng Đoàn Đại biểu Quốc hội thành phố Hà Nội khóa XII.

## Thân thế sự nghiệp
Ngô Thị Doãn Thanh sinh 28 tháng 10 năm 1957, quê tại phường Phương Liên, quận Đống Đa, Hà Nội.
Bà gia nhập Đảng Cộng sản Việt Nam chính thức ngày 6 tháng 12 năm 1985. Bà là cử nhân sư phạm và là thạc sĩ Quản lý giáo dục, từng tham gia giảng dạy ở Khoa Hóa, trường Đại học Sư phạm II Hà Nội. Ngoài ra, bà cũng mang học vị cử nhân lý luận chính trị.
Bà cũng từng giữ các vị trí Bí thư Thành đoàn, Ủy viên Thường vụ Trung ương Đoàn, nguyên Bí thư Quận ủy, Chủ tịch Hội đồng nhân dân Quận Thanh Xuân. Phó Bí thư Thành ủy kiêm Phó Chủ tịch Hội đồng nhân dân thành phố trước khi trở thành Chủ tịch Hội đồng nhân dân thành phố Hà Nội.
Chiều ngày 11 tháng 3 năm 2015, tại Hà Nội, Nguyễn Văn Quynh, Phó Trưởng ban Tổ chức Trung ương đã công bố Quyết định 1705 ngày 27/1/2015 của Bộ Chính trị về việc điều động, phân công Ngô Thị Doãn Thanh thôi giữ chức Phó Bí thư Thành ủy Hà Nội, thôi không tham gia Ban Chấp hành, Ban Thường vụ Thành uỷ Hà Nội để giữ chức Phó Ban Dân vận Trung ương.
Tháng 1 năm 2016, bà không trúng cử Ủy viên Ban Chấp hành Trung ương Đảng tại Đại hội Đảng lần thứ XII.
Tháng 11 năm 2017, bà được nghỉ chính sách.